# Géographie de l'Auvergne-Rhône-Alpes
Cet article fournit diverses informations sur la géographie de la région Auvergne-Rhône-Alpes.
L'Auvergne-Rhône-Alpes est une région résultant de la fusion des anciennes régions Auvergne et Rhône-Alpes. Elle regroupe les départements de l'Allier, du Cantal, de la Haute-Loire et du Puy-de-Dôme, l'Ain, l'Ardèche, la Drôme, l'Isère, la Loire, le Rhône, la Savoie et la Haute-Savoie.

## Situation

### Géographie administrative et humaine
| \| Localisation d'Auvergne-Rhône-Alpes en France \| ITALIE SUISSE Provence-Alpes-Côte d'Azur Occitanie Bourgogne-Franche-Comté Allier (03) Cantal (15) Haute-Loire (43) Puy-de-Dôme (63) Ain (01) Ardèche (07) Drôme (26) Isère (38) Loire (42) Rhône (69) Savoie (73) Haute-Savoie (74) Clermont-Ferrand Lyon Saint-Étienne Bourg-en-Bresse Grenoble Valence Privas Le Puy-en-Velay Aurillac Moulins Chambéry Annecy |
| Localisation d'Auvergne-Rhône-Alpes en France |

### Géographie physique
| \| Localisation d'Auvergne-Rhône-Alpes en France \| Alpes Massif central Jura Préalpes Mont Blanc Mont Maudit Puy de Sancy Barre des Écrins Plomb du Cantal Pierre-sur-Haute Le Rhône La Saône La Loire Sillon alpin Cluse de Chambéry Vallée du Rhône Graben de Bresse Bassin parisien Plaine du Forez Limagne Lac Léman |
| Localisation d'Auvergne-Rhône-Alpes en France |